# Liga Mayor del Distrito Federal 1934/35
Die Saison 1934/35 war die vierte Spielzeit der Liga Mayor del Distrito Federal, die seit 1931 diese Bezeichnung trug, sowie – unter der Berücksichtigung, dass der Wettbewerb in der Saison 1930/31 vorzeitig abgebrochen wurde und daher ebenso wenig als regulärer Ligawettbewerb anzusehen ist wie das im Pokalmodus ausgetragene Jubiläumsturnier Centenario 1921 – die 32. Spielzeit der in Mexiko eingeführten Fußball-Liga, die in der Anfangszeit unter dem Begriff Primera Fuerza firmierte. Stand der Wettbewerb ursprünglich Mannschaften aus allen Landesteilen offen, so war er in den 20 Jahren von 1920 bis 1940 auf Vereine aus Mexiko-Stadt begrenzt.
Meister wurde zum zweiten Mal nach 1933 der Club Necaxa mit einem Vorsprung von 11 (!) Punkten auf den Vizemeister Club América. Von ihren insgesamt 15 Begegnungen gewannen die Once Hermanos 13 Spiele und gaben ihre einzigen Punkte beim 2:2 gegen den CF Asturias und der 0:3-Niederlage gegen den Real Club España ab. Zum Kader der Meistermannschaft der Necaxistas gehörten unter anderem die folgenden Spieler (in alphabetischer Reihenfolge): Ignacio „Calavera“ Ávila, „Toño“ Azpiri, Lorenzo „Yegua“ Camarena, Raúl „Pipiolo“ Estrada (Torwart), „Chamaco“ García, Hilario „Moco“ López, Julio Lores, Tomás „Poeta“ Lozano, Guillermo „Perro“ Ortega, Luis „Pichojos“ Pérez und Ignacio „Nacho“ Trelles, der sich nach seiner aktiven Laufbahn zum erfolgreichsten mexikanischen Fußballtrainer entwickelte. Trainer der Meistermannschaft war der Österreicher Ernst Pauler, der zwei Jahre zuvor noch als aktiver Spieler auf der Position des Torwarts den Meistertitel mit Necaxa gewonnen hatte.

## Modus
In dieser Spielzeit trafen die Mannschaften je dreimal aufeinander. Echte Heimspiele hatten nur die Mannschaften, die über ein eigenes Stadion verfügten. Dies waren der spätere Meister Necaxa (Parque Necaxa) sowie die „spanischen Rivalen“ Asturias (Campo Asturias) und España (Parque España de la Verónica), wobei das zugesprochene Heimrecht nicht immer tatsächlich im eigenen Stadion ausgetragen wurde.

## Abschlusstabelle
| Pl. | Verein           | Sp. | S  | U | N  | Tore    | Diff. | Punkte |
| --- | ---------------- | --- | -- | - | -- | ------- | ----- | ------ |
| 1.  | Club Necaxa      | 15  | 13 | 1 | 1  | 067:240 | +43   | 27:30  |
| 2.  | Club América     | 15  | 7  | 2 | 6  | 039:330 | +6    | 16:14  |
| 3.  | CF Asturias      | 15  | 7  | 1 | 7  | 044:440 | ±0    | 15:15  |
| 4.  | Real Club España | 15  | 6  | 2 | 7  | 046:490 | −3    | 14:16  |
| 5.  | CF Atlante       | 15  | 6  | 0 | 9  | 032:450 | −13   | 12:18  |
| 6.  | Club México      | 15  | 1  | 4 | 10 | 022:550 | −33   | 06:24  |

## Kreuztabelle
Die Kreuztabelle stellt die Ergebnisse aller Spiele dieser Saison dar. Die Heimmannschaft ist in der linken Spalte aufgelistet und die Gastmannschaft in der obersten Reihe.
| 1934/35 | 1934/35  | NEC     | AME     | AST     | ESP     | ATE     | MEX     |
| 01.     | Necaxa   |         | 5:3     | 6:1 3:1 | 9:3 0:3 | 2:0     | 6:0     |
| 02.     | América  | 1:3     |         | 1:0 6:2 | 4:1     | 1:0 5:0 | 4:1 3:3 |
| 03.     | Asturias | 2:2     | 3:0     |         | 3:1 2:5 | 4:5     | 7:4 2:3 |
| 04.     | España   | 2:5     | 4:2 3:4 | 5:6     |         | 2:1 7:5 | 2:2     |
| 05.     | Atlante  | 2:6 0:5 | 2:1     | 1:5 2:3 | 3:2     |         | 2:0     |
| 06.     | México   | 2:5 1:5 | 1:1     | 0:3     | 1:4     | 2:4 0:5 |         |